# Patrul Rinpocze
Patrul Rinpocze (tyb.: དཔལ་སྤྲུལ་ཨོ་རྒྱན་འཇིགས་མེད་ཆོས་ཀྱི་དབང་པོ, Wylie: rdza dPal-sprul O-rgyan 'Jigs-med dbang-po; 1808–1887) – najsławniejszy buddyjski nauczyciel linii Ningmapa XIX stulecia, ceniony i uznawany przez wszystkie szkoły buddyzmu tybetańskiego. Całe swoje życie spędził jako skromny, często nierozpoznawany wędrowny mnich, z dala od przepychu klasztorów. Znalazło to odzwierciedlenie w jego licznych pismach, które dzięki prostocie i przystępności stylu, zostały szeroko rozpowszechnione.
Jego najbardziej znane dzieło nosi tybetański tytuł Kun Bzan bla ma'i zal lun, w języku angielskim zostało wydane jako The Words of My Perfect Teacher (m.in. wyd. Shambhala, 1998), natomiast po polsku jako Słowa Mistrza Samantabhadry (wyd. Mandala, 1996).
W języku polskim zostały wydane również inne książki Patrula Rinpocze: Demony umysłu albo jak postępować z przeszkodami (wyd. Amdo, 2002), Skarb Serca Buddów (wyd. Rogaty Budda, 2013).